# Timrå
Timrå – miejscowość (tätort) w północnej Szwecji, w regionie administracyjnym (län) Västernorrland. Siedziba władz (centralort) gminy Timrå.
Miejscowość położona jest w prowincji historycznej (landskap) Medelpad, na zachód od ujścia rzeki Indalsälven do Klingerfjärden (Zatoka Botnicka), ok.  13 km na północ od Sundsvall przy drodze E4 w kierunku Härnösand.
Na tätort Timrå składają się z trzy „zrośnięte” ze sobą miejscowości: Vivsta, Sörberge i Fagervik, stanowiących obecnie poszczególne części tätortu. Duża część  mieszkańców pracuje w gminie Sundsvall, z tego względu Timrå jest klasyfikowane jako przedmieście (förort) Sundsvall.
W Timrå ma swoją siedzibę klub hokejowy Timrå IK.
W 2010 r. Timrå liczyło 10 443 mieszkańców.